# Darren Lill
Darren Lill (Grahamstown, 20 de agosto de 1982) é um ciclista profissional sul-africano. Todos os seus postos destacados os conseguiu na África sendo o Campeonato da África do Sul em Estrada 2006 e 2011 as suas vitórias mais importantes curiosamente as conseguindo como amador como desde 2001, quando estreiou como profissional, tem ido alternando entre o profissionalismo e o amadorismo.

## Palmarés
2003
- 1 etapa do Giro del Capo

2006 (como amador)
- 2.º no Campeonato da África do Sul em Estrada
- Campeonato Africano em Estrada

2011
- 3.º no Campeonato da África do Sul Contrarrelógio  (como amador)[3]
- Campeonato da África do Sul em Estrada   (como amador)[4]
- 1 etapa do Tour da África do Sul (como amador)[5]
- 2.º nos Jogos Panafricanos Contrarrelógio

2012
- Tour de Ruanda, mais 2 etapas

## Equipas
- Team IBM-Lotus Development (2001)
- Team HSBC (2003)
- Barloworld (2004-2005)
  - Team Barloworld-Androni Giocattoli (2004)
  - Team Barloworld-Valsir (2005)
- Navigators Insurance Cycling Team (2007)
- BMC Racing Team (2008)
- Team Type 1 (2009)
- Fly V Australia (2010)
- Team Bonitas (2011[6]-2012)